# 超謎王
『超謎王』（ちょうなぞおう）とは、2000年にバンダイビジュアル株式会社が発売したクイズゲームである。1996年のクイズゲーム『謎王』の続編であり、クイズ問題は『謎王』と同様クイズ作家の道蔦岳史が監修している。1人用のテロリストモード、1人用のクイズ独房モード、1～2人用の思考対戦モードの3つで構成されている。

## 使用されるクイズ形式
このゲームでは、以下のクイズ形式が用意されている。
1. 択一クイズ
  - 問題文と選択肢が提示されるので、正解だと思う選択肢を上下キーで選択し、○ボタンを押して解答する。
  - 2択問題の場合、まれに「○×クイズ」が入っている。問題文に正しいことが書いてあると思ったら「○」と書かれている選択肢を、誤ったことが書かれていると思ったら「×」と書かれている選択肢を選ぶ。
2. 早押しクイズ
  - 問題文が少しずつ見えてくるので、「ここまで見れば答えられる」と思った瞬間に、○ボタンを押す。ボタンを押した後、選択肢があらわれるので、択一クイズと同様にして正しいと思う選択肢を選び、○ボタンを押して解答する。この形式のみ対戦相手がいるので、その者よりも早く○ボタンを押さなければ、解答権を得ることはできない。
3. 3択並べ替えクイズ
  - 問題文と選択肢が提示されるので、選択肢を「問題文の指定どおりの順番」になるよう選び、全ての選択肢で○ボタンを押して解答する。
  - このクイズは、後述するクイズ独房モードでのみ、楽しむことができる。

## テロリストモード
1人用のモードである。主人公はテロリスト組織の一員となり、クイズを解きながら、謎に包まれたダンジョンを進む。塔で行われる怪実験を阻止するために、最後の敵を倒すのが目的となる。怪しい場所を調べると画面が切り替わりクイズの問題が出される。答えを間違うと主人公の体力ゲージが減少する。

### テロリストモードのプロローグ
ある国で、密かに「Lullus」(ルルス)と呼ばれるシステムが開発されていた。しかし、このシステムはやがて「人類のあらゆる思考」を支配する機能を持つに至ってしまった。それの影響を危惧する者達が、その研究が行われているという「塔」を破壊し、Lullusの力を根絶するために集結した。「マインドクライマー」と呼ばれる彼らは、次々と塔に向かっていったが、誰一人として生きて帰ってくることはなかった。そして、とうとう司令官・情報収集担当・「彼」だけが残った。最後の刺客となる「彼」も、Lullusを根絶するため、塔にむかった……。

### テロリストモードの進行
このモードは、3D表示のダンジョンをひたすら突き進み、特定の場所で発生するクイズに課された「答破条件」をクリアしていくことで進行していく。失敗したら即死の可能性のエリアがあるが、クリアしたのにもかかわらず即死もある。一部、分岐点があり近道は難易度が高め、遠回りは難易度が低めとなっている。
- 答破条件には、そのクイズをクリアするために必要な正解数、許容される誤答数、1問あたりの考慮時間が設定されている。
- プレイヤーは、「文学歴史」「スポーツ」「科学」「社会」「芸能」の5つのジャンルのうち、1つを選んでクイズに挑戦する。その対戦においては、プレイヤーが選んだジャンル以外の問題は、一切出題されない。なお、「どれか1つのジャンルしか答えていない」場合でも、エンディングにたどりつくことが可能である。
  - テロリストモードを1周する間においては、「一度正解した問題」は二度と出題されない。そのため、「どれか1つのジャンルのみを答え続ける」作戦をとった場合は、後半のエリアで「過去に不正解した問題」が再度問われる、というケースがある。
- 答破条件の下には「相手の情報」が書かれており、出題される問題の難易度、対戦形式、得意ジャンルが書かれている。
  - 難易度は、「超易」「易」「普」「難」「超難」の5種類であり、自分が変更することはできない。
  - このモードでは、相手の「得意ジャンル」という概念が存在する。それ以外のジャンルを選んでクイズを開始すると、問題の難易度が少し下がる。
- アイテムを使用することで、クリアがしやすくなる。これらのカードは、クイズにクリアしたあとに、運がよければ入手することができる。ただし、早押しクイズでは、これらのカードは一切使えない。
  1. 緑のカード
正解数のノルマを、1枚につき1問減らすことができる。ただし、このカードを大量に持っていても、正解数ノルマは「1問」までにしか下げることはできない。
基本的には4枚持っている状態で新たに入手することは困難だが、稀に5枚目を獲得できる場合がある。
  2. 赤のカード
許容される誤答数を、1枚につき1問増やすことができる。ただし、最終ステージは赤のカードを使っても無効になる。
  3. 青のカード
1問あたりの考慮時間をのばしたり、無限大にすることができる。
  4. 白のカード
ライフを100％に回復することができる。
- 緑、赤、青のカードは、クイズ挑戦前の画面で使用する。白のカードは、ダンジョン探索中のみ使用が可能である。

ダンジョンは12のエリアに分割されており、そのエリアのゴールにたどりつく、あるいはそのエリアで行われるクイズをクリアすることで、セーブが可能である。

#### ライフ
このモードでは、ライフ制度が導入されている。ライフの残量は横向きの棒グラフ、あるいはパーセントで表記される。0％になった時点でゲームオーバーになるので、プレイヤーは、極力ライフを減らさないように進まなければならない。ライフが減らされるのは、以下のケースである。
- 高い所から飛び降りてしまう
  - プレイヤーの身長の約3倍の高さから落ちるとライフが自動的に減らされる。減らされる量は、どの高さから落ちたか、によって決まる。
  - あまりにも高いところから飛び降りてしまうと、一気にライフが減り、ゲームオーバーとなる。はしごで降りようとしたが操作ミスをして落ちてしまい、即死するケースもある。
- 答破条件をクリアできない
  - ある程度の高さ、または即死するほどの高さのところから突き落とされるケースが多い。
  - 主人公に電気ショックのようなモノを与え、それによりライフを減らされるケースもある。
- 早押しクイズで自分が誤答するか、相手が正解する
  - 自分の誤答と相手の正解の数の合計が4になるまでは、ライフの減らされ方は大きくない。
  - 自分の誤答と相手の正解の数の合計が5になると、ライフが大幅に減る、あるいは即死となる。

前述したとおり、「白のカード」を使えばライフを回復することができる。

#### 新世界
このモードのエリア1からプレイを始めるモード。最初は、このモードを選んでゲームを開始する。

#### 続世界
セーブした時点での「プレイ時間」「アイテムの所持数」「ライフ」「正解率」を保持したまま、セーブしたポイントから、ゲームを再開できる。

#### 回想
テロリストモードでは、要所で「塔」「Lullus」に関連したムービーを見ることになる。回想は、これらのムービーを再生することが可能である。ただし、見たことがないムービーを見ることはできない。エンディングはABCの３つあるが、どういう条件で発生するかは不明。

#### 暗号
テロリストモードをクリアすると、テロリストモード内にこのモードが追加される。このモードでは、自身のイニシャルなどを入力すると、あるアルファベット2文字のパスワードに変換されて表示される。これは、『EMOTION』2000年お年玉キャンペーンで抽選で、バンダイビジュアルより人気アニメ・映画のDVD、ビデオ等のEMOTIONソフトを無料で差し上げる特製ギフト券がもらえる（2000年3月末日まで）。

## クイズ独房モード
1人用のモードである。このゲームに収められている4000問の問題に挑戦することができる。選べる出題形式は、以下の5種類。
- 2択クイズ
- 3択クイズ
- 4択クイズ
- 5択クイズ
- 3択並べ替え

このモードにおいては、一度正解した問題は、再び出題されることはない。過去に不正解した問題は、正解するまで出題されつづける。こうして、「各形式におさめられた全部の問題」に正解することが目的である。ただし、このモードではセーブが一切できない。一度電源を切ったり、他のモードに移動したり、リセットしてしまうと、最初からやり直しとなる。

## 思考対戦モード
1人用、あるいは2人用の早押しクイズを楽しむことができる。正解すれば相手を攻撃でき、体力ゲージの残量が先にゼロになってしまった方が負けとなる。コンピューターは3段階の強さからレベルを選択できる。

### 単独対戦
1人用のモードである。このモードでは勝利条件と敗北条件が以下のように固定されている。
- 自分が5問正解するか、自分の正解数と相手の誤答数の合計が5になった時点で勝利
- 自分の誤答数と相手の正解数の合計が5になった時点で敗北

テロリストモード同様に、出題ジャンルは自分の手で設定することが可能である。プレイヤーは、以下の3名から対戦したい者を選んで、挑戦することができる。いずれも制限時間は1問10秒。
1. チャールズ
  - 問題の難易度は「普」。3択早押しである。得意ジャンルは「科学」。
2. ゴーレム
  - 問題の難易度は「普」。4択早押しである。得意ジャンルは「芸能」。
3. リュウメイ[2]
  - 問題の難易度は「難」。3択早押しである。得意ジャンルは「社会」。

### 相互対戦
2人用のモードである。コントローラーが2つ必要。このモードでも、勝利条件と敗北条件が以下のように固定されている。
- 自分が5問正解するか、自分の正解数と相手の誤答数の合計が5になった時点で勝利
- 自分の誤答数と相手の正解数の合計が5になった時点で敗北

テロリストモード同様に、出題ジャンルは相手との相談のうえで、好きなものに設定することが可能である。プレイヤーは、以下の3つのモードから使いたいモードを選び、そのルールにのっとって対戦することができる。
1. チャールズモード(表記は「チャールズ」)
  - 問題の難易度は「普」。3択早押しである。
2. ゴーレムモード(表記は「ゴーレム」)
  - 問題の難易度は「普」。4択早押しである。
3. リュウメイモード(表記は「リュウメイ」)[2]
  - 問題の難易度は「難」。3択早押しである。

## キャスト
起動人格
- イシス・エレネー：AKIKO

シゲヒコ派
- トーラー、分割人格番人：今林久弥
- エノク・マグス：海津義孝
- シゲヒコ側近、ドニー・デュオニシオス：伊藤ヨタロウ

タカアキ派
- バンギング・チルドレン：サエキトモ
- B国要人：市川英実
- タカアキ側近：間瀬凜

マインドクライマー
- マインドクライマーA：若月尚哉
- マインドクライマーB：萩ゆう子
- 主人公・彼：田中信幸

## 主題歌
「イシトシノワ」歌：AKIKO